# گووندیک (تاش‌اوا)
گووندیک (به لاتین: Güvendik) یک منطقهٔ مسکونی در ترکیه است که در تاشوا واقع شده‌است.